# Station Magdeburg Südost
Station Magdeburg Südost is een spoorwegstation in de Duitse stad Maagdenburg. Het voormalige stationsgebouw is beschermd erfgoed.